# 本納町
本納町（ほんのうまち）とは、千葉県長生郡にかつて存在した町である。現在の千葉県茂原市の北部、大網白里市の一部に位置している。

## 沿革
- 1889年（明治22年）4月1日 - 町村制施行に伴い、本納駅・小萱場村・法目村・高田村・榎神房村が合併し長柄郡帆丘町（ほのおかまち）が発足。
- 1897年（明治30年）4月1日 - 長柄郡と上埴生郡と合併して長生郡が発足。長生郡帆丘町となる。
- 1906年（明治39年）9月10日 - 帆丘町が本納町に改称。
- 1953年（昭和28年）4月1日 - 本納町・新治村が合併し、本納町が発足。
- 1956年（昭和31年）9月30日 - 本納町・豊岡村が合併し、本納町が発足。
- 1957年（昭和32年）11月1日 - 大字清水の一部を山武郡大網白里町に編入。
- 1972年（昭和47年）5月1日 - 本納町が茂原市と合併し、新制茂原市が発足。

## 交通

### 鉄道
- 国鉄（JR東日本）
  - 外房線
    - 本納駅